# Perizoma costinotaria
Perizoma costinotaria là một loài bướm đêm trong họ Geometridae.